# Ermita de Santiaguito
La ermita rupestre de Santiaguito es un ermitorio en forma de iglesia católica situado en el Cañón del río Pirón al piedemonte de la Sierra de Guadarrama, dentro de la localidad de Losana de Pirón, anejada al municipio de Torreiglesias, en la provincia de Segovia, España.
Enfrente, al otro lado del río Pirón, se encuentra la boca sur y principal de la Cueva de la Vaquera. 

## Historia
Aunque a pocos metros se ubica la Cueva de la Vaquera, zona ascética de enterramiento prehistórico, no hay registros de esta ermita hasta el medievo, durante la Reconquista, constan varios eremitorios medievales vinculados a la ermita rupestre de Santiaguito y la tradición oral afirma que esta ermita fue la iglesia parroquial del despoblado de Las Magdalenas, un nombre probablemente equívoco que venga a referirse al despoblado de Cuevas de Pirón en el cerro Castrejón (como también es llamado), que en la documentación del Archivo Catedralicio de Segovia es mencionado en documentos tributarios de 1247.
La última gran remodelación del edificio se remonta al siglo XVIII.

## Descripción
Se trata de una construcción vernácula con una sola puerta y varios ventanucos, empotrada en una excavación realizada en uno de los acantilados que forman una hoz en el Cañón del río Pirón durante su tramo de somonte.
Al encontrarse en un lugar remoto y no fácilmente visible, recibe muy pocas visitas y su entorno está vacío todo el año a excepción del día 25 de julio cuando tiene lugar la romería del Santiago apóstol niño «Santiaguito», se trae la talla de Santiaguito desde la Iglesia de Nuestra Señora de la Asunción de Torreiglesias, se celebra misa y tiene lugar una comida. Existe una canción popular en honor a esta celebración y Santiaguito.

Su interior, cerrado por un candado, está compuesto de dos salas prácticamente vacías. La estancia mayor y más cercana a la puerta -desde la que es visible- incluye varios bancos, un austero altar con un crucifijo en el que se coloca la imagen el día de la festividad y un cuadro con un listado de nombres y apellidos.

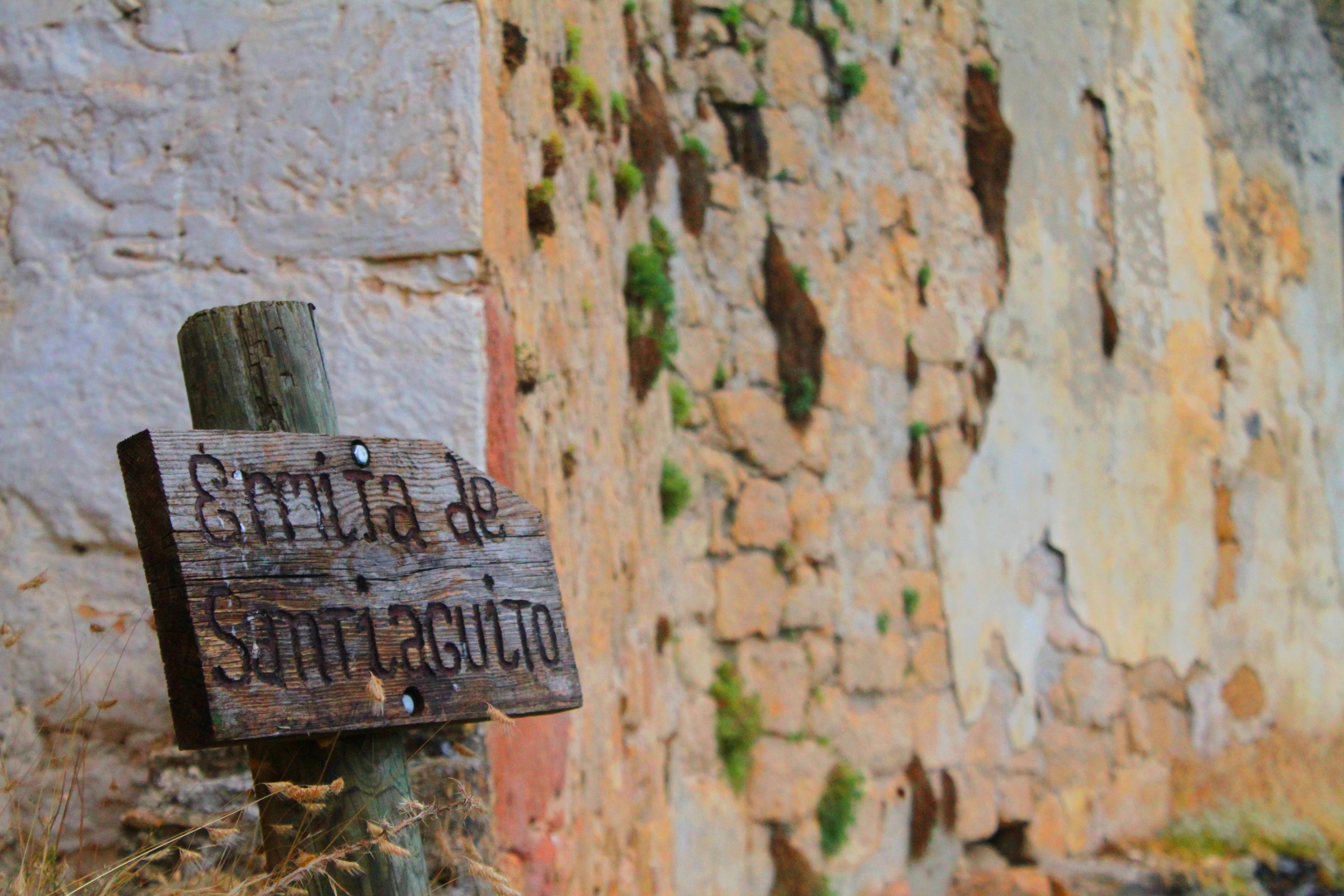
Cartel en los accesos
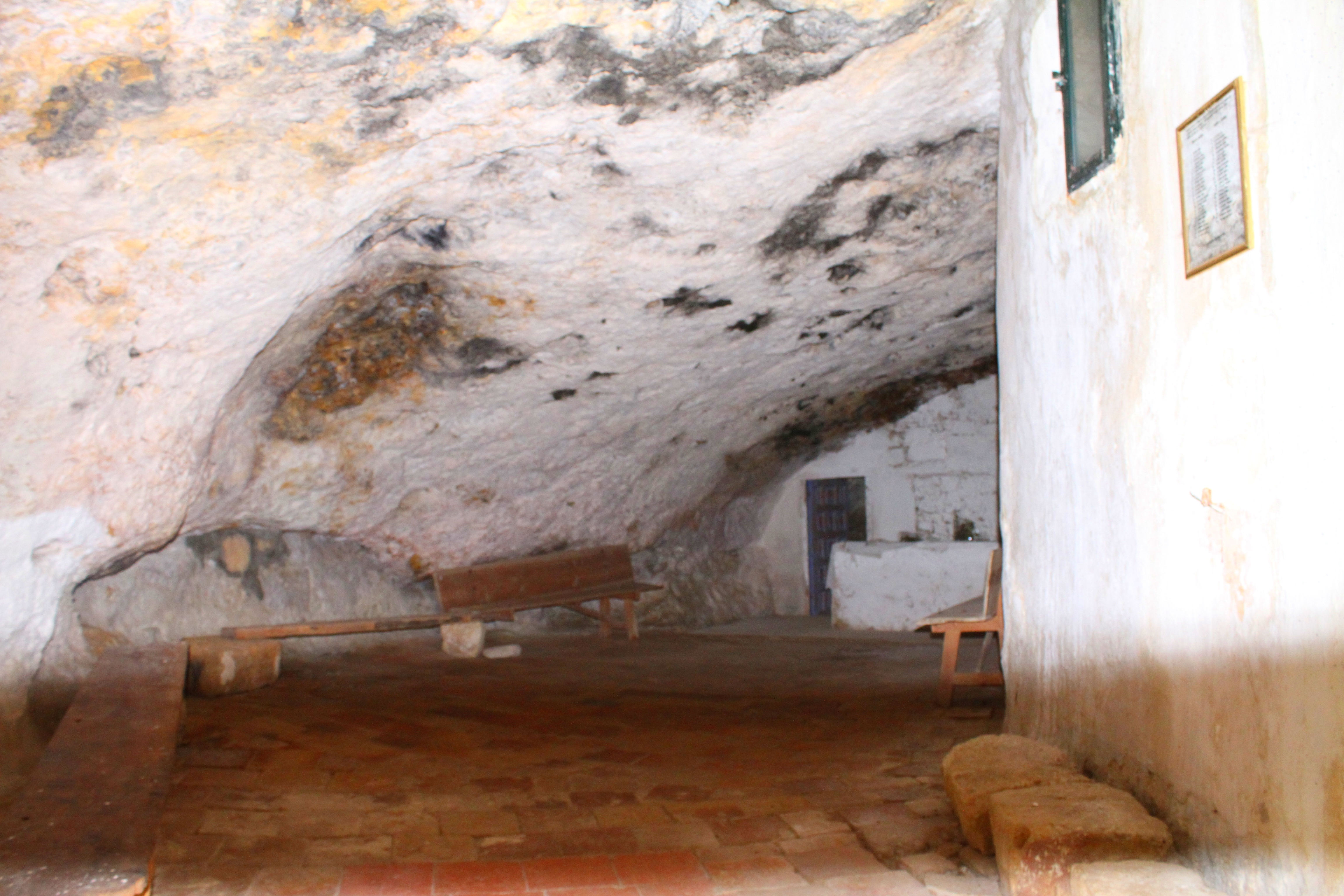
Interior iluminado
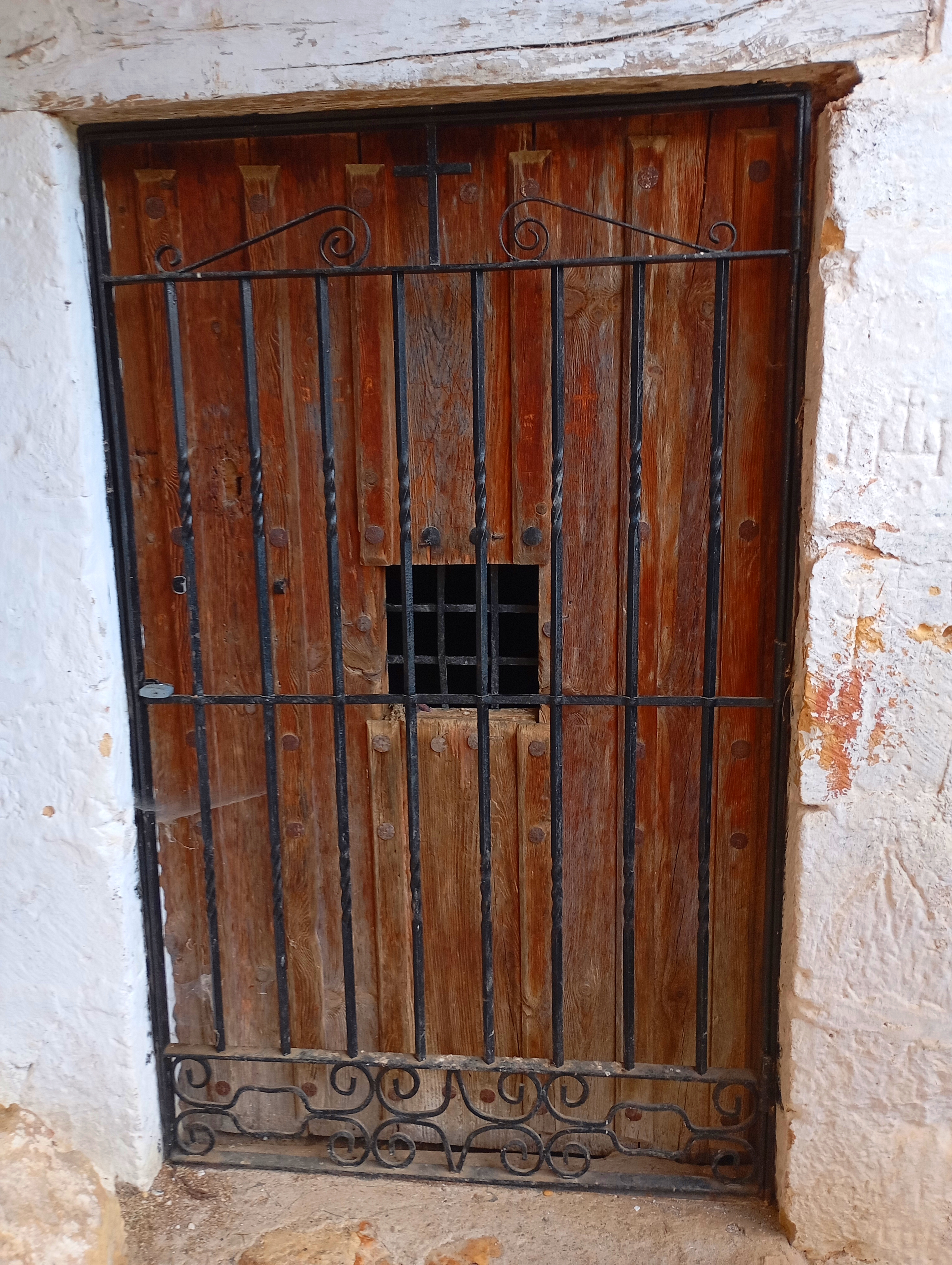
Puerta única
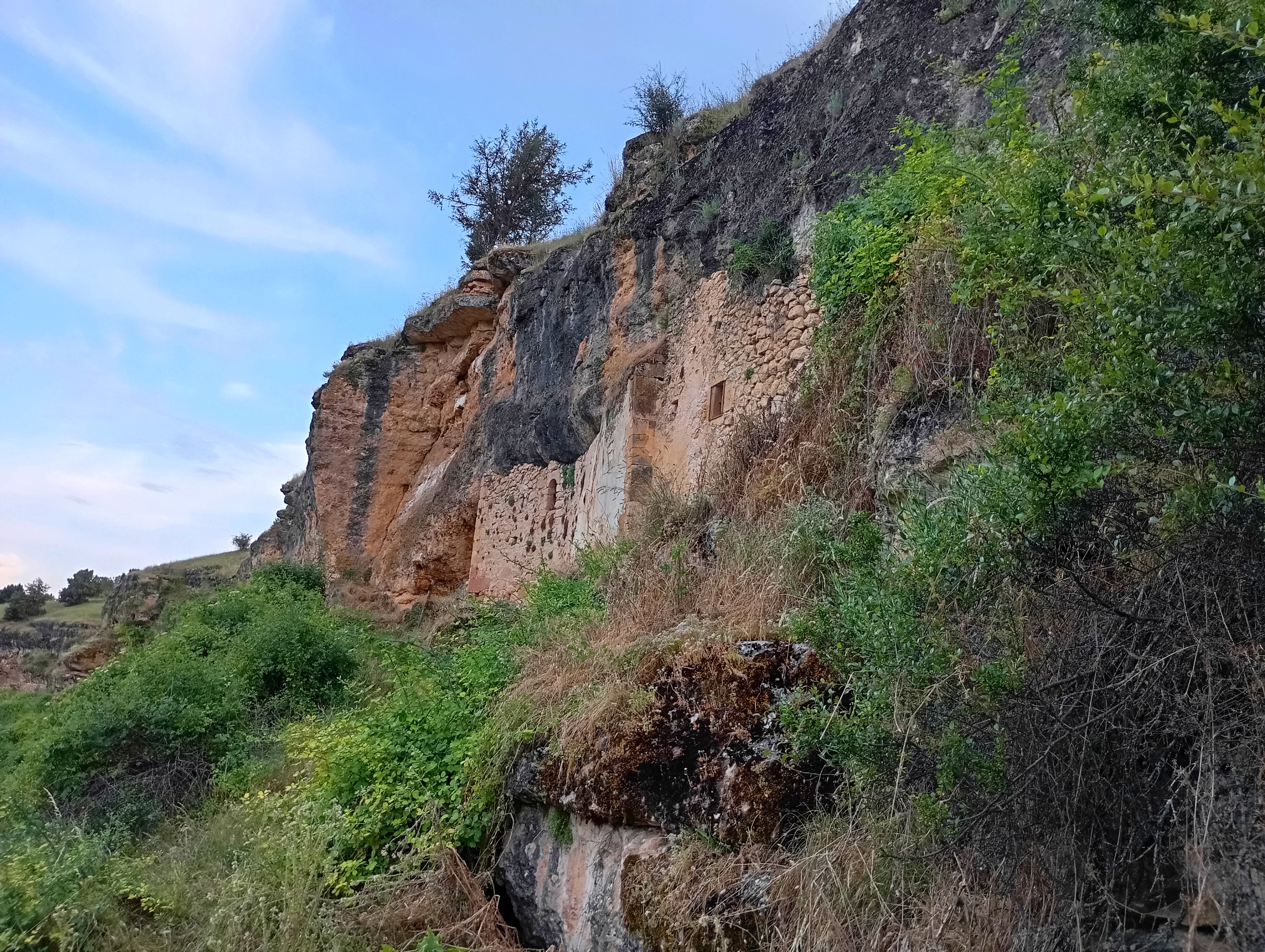
Vista lateral
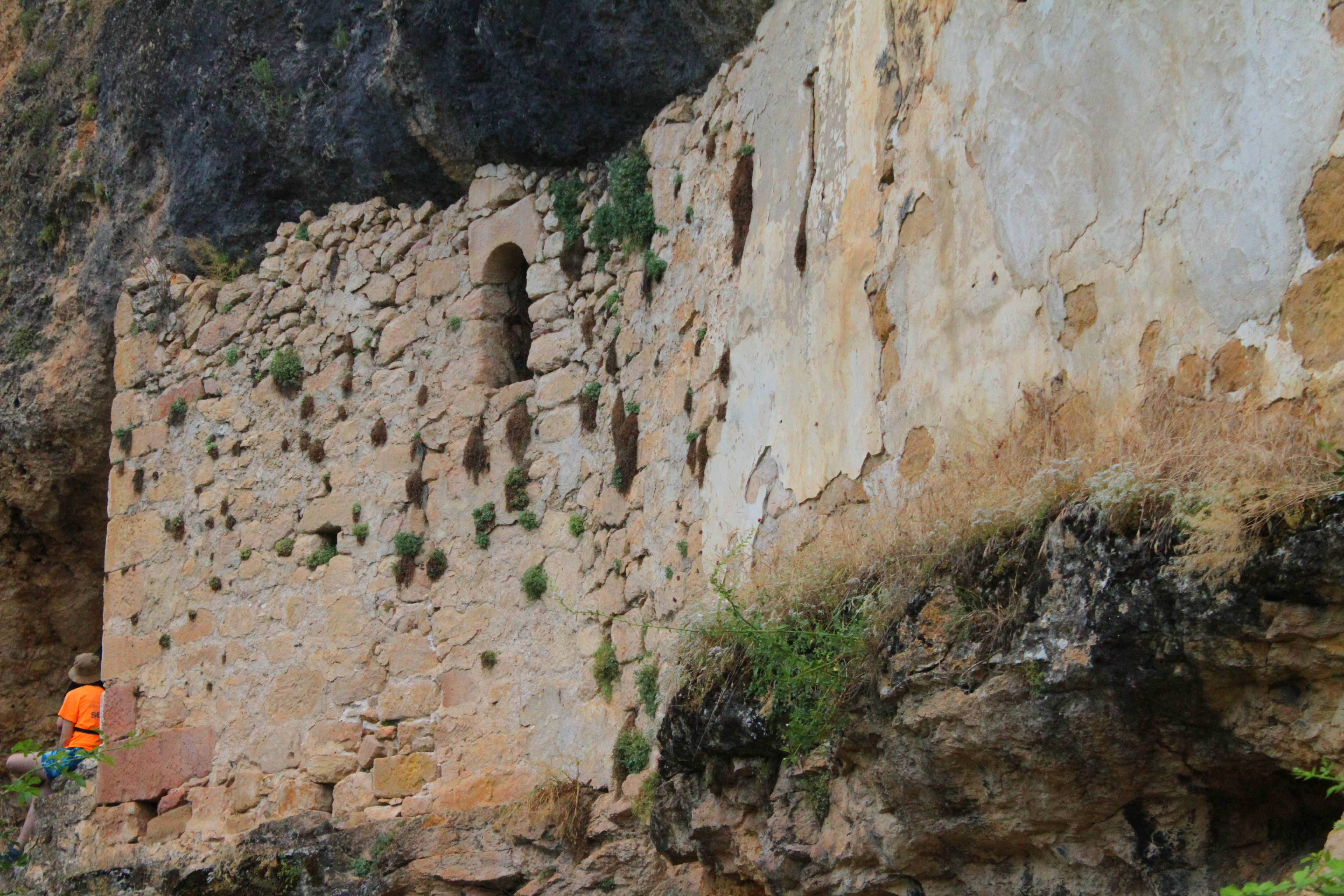
Paredes de la ermita

## Leyendas
- Leyenda de la Aparición. Según esta, la Virgen se apareció dando lugar a la aparición de un manantial, desde entonces se conoce a esa Virgen como la Virgen de la Salud;[10]
- Leyenda del Tuerto Pirón. El Tuerto de Pirón era un bandolero nacido en la localidad vecina de Santo Domingo de Pirón. Uno de sus principales escondites eran esta ermita y la Cueva de las Vaquera, cuyo acceso está a unos pocos metros. Fernando Delgado Sanz, apodado el Tuerto de Pirón, robaba a los ricos, asaltaba iglesias y caminos y en ocasiones lo repartía entre los más necesitados. El padre de la que iba a ser su novia la obligó a casarse con otro durante el servicio militar, aprovechando la romería de Santiaguito, la robó un carnero y, en sustitución a la boda, lo degustó en la cueva con sus amigos, este sería su legendario primer delito;[11]
- Leyenda del Santo por las praderas. Cuenta que la ermita pertenecía a Losana durante la Reconquista, cuando era una población independiente de Torreiglesias. En esta época Losana estaba ocupada por musulmanes y Torreiglesias por cristianos, los primeros cambiaron la ermita a los segundos por unos prados ribereños. Igualmente, con el tiempo estos terrenos pasarían de nuevo a lindes de Losana, que en 1970 fue anexionada por Torreiglesias y hoy es una Entidad local menor. La leyenda la narran unas coplillas que de buena gana repiten todos los del contorno, menos los de esta localidad:[2]

Moritos los de Losana

los de Losana Moritos,

Si moros los de Losana no fueran,

no cambiarían santos por praderas.
Los moros de Losana

quién lo creyera,

que cambiaron el santo,

por la pradera
Anónimo